# Мацура, Станислав
Станислав Мацура (чеш. Stanislav Macura; род. 6 марта 1946, Карвина) — чешский дирижёр.
Учился в Остраве как флейтист, затем изучал дирижирование в Академии музыки имени Яначека. Был отмечен на Международном конкурсе дирижёров в Безансоне (1973), обладатель третьей премии Международного конкурса фон Караяна (Берлин, 1975). В 1981 г. непродолжительное время возглавлял Симфонический оркестр Словенского радио и телевидения, а затем в 1981—1998 гг. (с перерывом в 1993—1995 гг.) — Государственный филармонический оркестр Кошице. Одновременно в 1987—1993 гг. главный дирижёр Моравского филармонического оркестра.
Основал (1994) и возглавляет ежегодный Осенний фестиваль духовной музыки (чеш. Podzimní festival duchovní hudby) в Оломоуце.